# Chambre d'ami
Pour les articles homonymes, voir La Chambre d'amis.

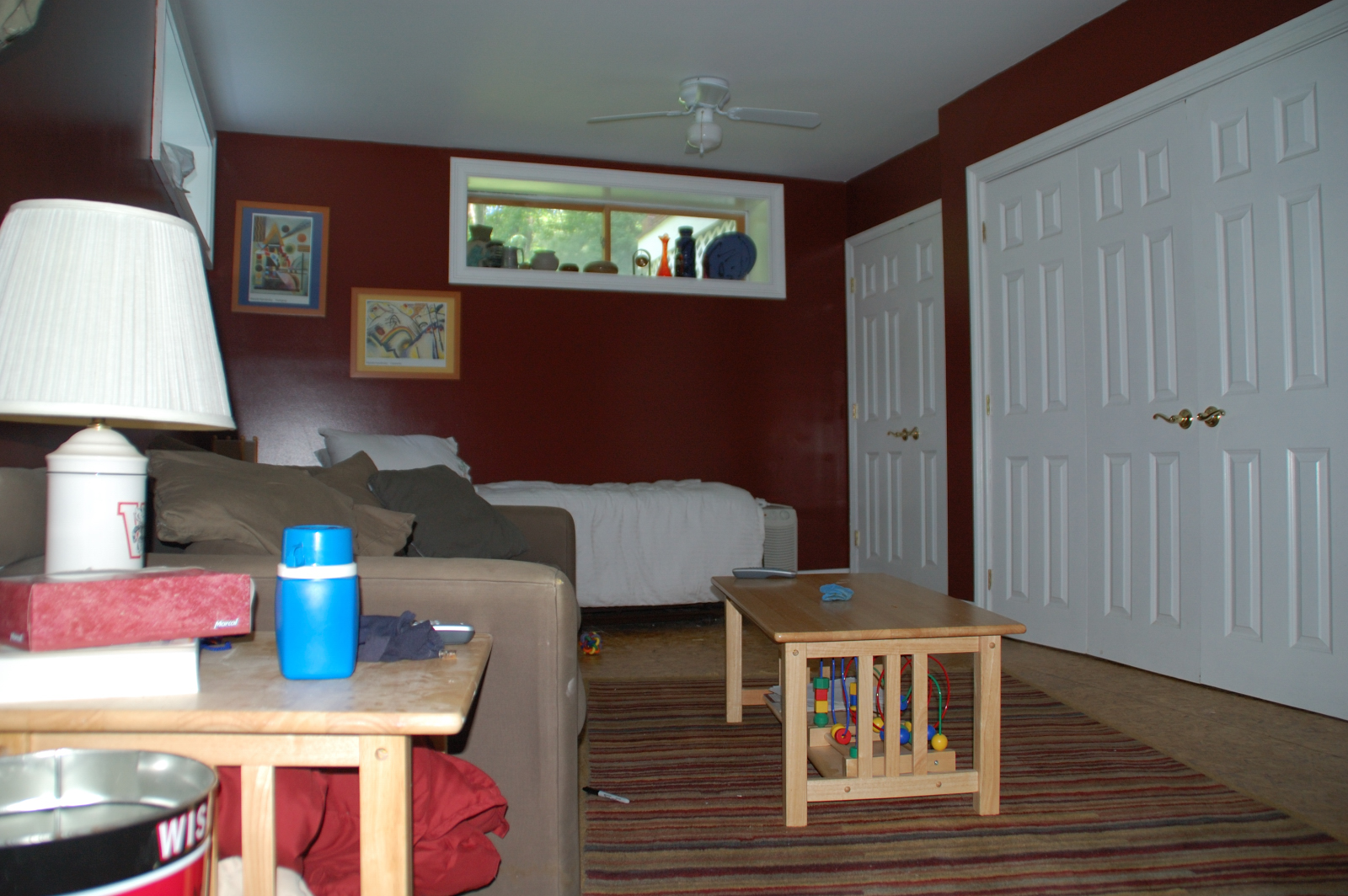
Une chambre d'ami en sous-sol dans le Connecticut (États-Unis).

Une chambre d'ami est une chambre à coucher qui n'est généralement pas utilisée par les occupants habituels d'un logement et qui, équipée d'un lit, peut servir de chambre d'appoint pour recevoir des personnes de passage (familles ou amis) souhaitant y passer la nuit.